# Interlands voetbalelftal van de Duitse Democratische Republiek 1980-1990
Deze pagina toont een chronologisch en gedetailleerd overzicht van de interlands die het voetbalelftal van de Duitse Democratische Republiek (DDR, Oost-Duitsland) speelde in de periode 1980 – 1990.
Op 3 oktober 1990 vond de Duitse hereniging plaats waarna het West-Duits en Oost-Duits voetbalelftal verder samen gingen. Tijdens de loting voor de EK-kwalificatie 1992 op 2 februari 1990 werden beide Duitslanden toevallig bij elkaar in groep 5 ingedeeld. Vanwege de hereniging trok Oost-Duitsland zich in juli 1990 echter terug. De voor 21 december 1991 geplande kwalificatiewedstrijd in München tussen West- en Oost-Duitsland werd daarop geschrapt. De voor 21 november 1990 geplande wedstrijd in Leipzig werd in eerste instantie omgezet in een vriendschappelijke wedstrijd maar werd uiteindelijk afgelast vanwege supportersrellen in diverse Duitse steden in de weken vooraf. De uitwedstrijd tegen België werd omgezet in een vriendschappelijke wedstrijd, de overige wedstrijden van Oost-Duitsland werden geschrapt.

## 1980
|                                                                      |        |                     |     |                                                                                    |
| 13 februari Vriendschappelijk № 191 «onderlinge duels» 20:30 (UTC+1) | Spanje | 0 – 1               | DDR | Estadio La Rosaleda, Málaga Toeschouwers: 30.000 Scheidsrechter: André Daina (SUI) |
| 13 februari Vriendschappelijk № 191 «onderlinge duels» 20:30 (UTC+1) |        | 57' Joachim Streich |     | Estadio La Rosaleda, Málaga Toeschouwers: 30.000 Scheidsrechter: André Daina (SUI) |

|                                                                  |                                                |       |                                     |                                                                                      |
| 2 april Vriendschappelijk № 192 «onderlinge duels» 17:00 (UTC+2) | Roemenië                                       | 2 – 2 | DDR                                 | Stadionul 23 August, Boekarest Toeschouwers: 20.000 Scheidsrechter: Spas Lukov (BUL) |
| 2 april Vriendschappelijk № 192 «onderlinge duels» 17:00 (UTC+2) | Mircea Sandu 31' Hans-Jürgen Dörner 60' (e.d.) |       | 78' Joachim Streich 89' Udo Schmuck | Stadionul 23 August, Boekarest Toeschouwers: 20.000 Scheidsrechter: Spas Lukov (BUL) |

|                                                                   |                                    |       |             |                                                                                   |
| 16 april Vriendschappelijk № 193 «onderlinge duels» 17:00 (UTC+2) | DDR                                | 2 – 0 | Griekenland | Zentralstadion, Leipzig Toeschouwers: 20.000 Scheidsrechter: Torben Månsson (DEN) |
| 16 april Vriendschappelijk № 193 «onderlinge duels» 17:00 (UTC+2) | Gerd Weber 64' Joachim Streich 69' |       |             | Zentralstadion, Leipzig Toeschouwers: 20.000 Scheidsrechter: Torben Månsson (DEN) |

|                                                                |                                     |       |                                                |                                                                                 |
| 7 mei Vriendschappelijk № 194 «onderlinge duels» 17:00 (UTC+2) | DDR                                 | 2 – 2 | Sovjet-Unie                                    | Ostseestadion, Rostock Toeschouwers: 20.000 Scheidsrechter: Gerard Geurds (NED) |
| 7 mei Vriendschappelijk № 194 «onderlinge duels» 17:00 (UTC+2) | Dieter Kühn 28' Frank Terletzki 86' |       | 13' Valeriy Gazzayev 75' (pen.) Leonid Boerjak | Ostseestadion, Rostock Toeschouwers: 20.000 Scheidsrechter: Gerard Geurds (NED) |

|                                                                    |                   |                     |     |                                                                                       |
| 8 oktober Vriendschappelijk № 195 «onderlinge duels» 19:00 (UTC+1) | Tsjecho-Slowakije | 0 – 1               | DDR | Stadion Evžena Rošického, Praag Toeschouwers: 8.000 Scheidsrechter: Josef Bucek (AUT) |
| 8 oktober Vriendschappelijk № 195 «onderlinge duels» 19:00 (UTC+1) |                   | 17' Joachim Streich |     | Stadion Evžena Rošického, Praag Toeschouwers: 8.000 Scheidsrechter: Josef Bucek (AUT) |

|                                                                     |     |       |        |                                                                                |
| 15 oktober Vriendschappelijk № 196 «onderlinge duels» 17:00 (UTC+1) | DDR | 0 – 0 | Spanje | Zentralstadion, Leipzig Toeschouwers: 30.000 Scheidsrechter: Ján Veverka (TCH) |
| 15 oktober Vriendschappelijk № 196 «onderlinge duels» 17:00 (UTC+1) |     |       |        | Zentralstadion, Leipzig Toeschouwers: 30.000 Scheidsrechter: Ján Veverka (TCH) |

|                                                                      |                                       |       |           |                                                                                    |
| 19 november Vriendschappelijk № 197 «onderlinge duels» 17:00 (UTC+1) | DDR                                   | 2 – 0 | Hongarije | Kurt-Wabbelstadion, Halle Toeschouwers: 14.000 Scheidsrechter: Adolf Mathias (AUT) |
| 19 november Vriendschappelijk № 197 «onderlinge duels» 17:00 (UTC+1) | Martin Trocha 28' Joachim Streich 32' |       |           | Kurt-Wabbelstadion, Halle Toeschouwers: 14.000 Scheidsrechter: Adolf Mathias (AUT) |

## 1981
|                                                                     |                |       |                                                   |                                                                                 |
| 4 april WK 1982 kwalificatie № 198 «onderlinge duels» 16:00 (UTC+2) | Malta          | 1 – 2 | DDR                                               | Gzirah Stadion, Valletta Toeschouwers: 6.000 Scheidsrechter: Peter Reeves (ENG) |
| 4 april WK 1982 kwalificatie № 198 «onderlinge duels» 16:00 (UTC+2) | Leli Fabri 11' |       | 20' (pen.) Rüdiger Schnuphase 44' Reinhard Häfner | Gzirah Stadion, Valletta Toeschouwers: 6.000 Scheidsrechter: Peter Reeves (ENG) |

|                                                                   |        |       |     |                                                                              |
| 19 april Vriendschappelijk № 199 «onderlinge duels» 16:00 (UTC+2) | Italië | 0 – 0 | DDR | Stadio Friuli, Udine Toeschouwers: 20.100 Scheidsrechter: John Hunting (ENG) |
| 19 april Vriendschappelijk № 199 «onderlinge duels» 16:00 (UTC+2) |        |       |     | Stadio Friuli, Udine Toeschouwers: 20.100 Scheidsrechter: John Hunting (ENG) |

|                                                                   |                    |       |     |                                                                                    |
| 2 mei WK 1982 kwalificatie № 200 «onderlinge duels» 17:00 (UTC+2) | Polen              | 1 – 0 | DDR | Śląskistadion, Chorzów Toeschouwers: 74.000 Scheidsrechter: Vojtěch Christov (TCH) |
| 2 mei WK 1982 kwalificatie № 200 «onderlinge duels» 17:00 (UTC+2) | Andrzej Buncol 56' |       |     | Śląskistadion, Chorzów Toeschouwers: 74.000 Scheidsrechter: Vojtěch Christov (TCH) |

|                                                                 | |       |      |                                                                                             |
| 19 mei Vriendschappelijk № 201 «onderlinge duels» 17:00 (UTC+2) | DDR                                                                                                | 5 – 0 | Cuba | Stadion Der Bergarbeiter, Senftenberg Toeschouwers: 6.000 Scheidsrechter: Ján Veverka (TCH) |
| 19 mei Vriendschappelijk № 201 «onderlinge duels» 17:00 (UTC+2) | Jürgen Heun 12' Rüdiger Schnuphase 45' Joachim Streich 60' ?? Hernández 73' (e.d.) Jürgen Heun 84' |       |      | Stadion Der Bergarbeiter, Senftenberg Toeschouwers: 6.000 Scheidsrechter: Ján Veverka (TCH) |

|                                                                        |                                                   |       |                                                                      |                                                                                          |
| 10 oktober WK 1982 kwalificatie № 202 «onderlinge duels» 14:40 (UTC+1) | DDR                                               | 2 – 3 | Polen                                                                | Zentralstadion, Leipzig Toeschouwers: 85.000 Scheidsrechter: Augusto Lamo Castillo (ESP) |
| 10 oktober WK 1982 kwalificatie № 202 «onderlinge duels» 14:40 (UTC+1) | Rüdiger Schnuphase 53' (pen.) Joachim Streich 66' |       | 2' Andrzej Szarmach 5' Włodzimierz Smolarek 62' Włodzimierz Smolarek | Zentralstadion, Leipzig Toeschouwers: 85.000 Scheidsrechter: Augusto Lamo Castillo (ESP) |

|                                                                         | |       |                          |                                                                                    |
| 11 november WK 1982 kwalificatie № 203 «onderlinge duels» 17:00 (UTC+1) | DDR                                                                                                | 5 – 1 | Malta                    | Ernst-Abbe-Sportfeld, Jena Toeschouwers: 2.000 Scheidsrechter: Fred McKnight (NIR) |
| 11 november WK 1982 kwalificatie № 203 «onderlinge duels» 17:00 (UTC+1) | Andreas Krause 11' Joachim Streich 35' Jürgen Heun 71' Joachim Streich 75' John Holland 90' (e.d.) |       | 41' Ernest Spiteri-Gonzi | Ernst-Abbe-Sportfeld, Jena Toeschouwers: 2.000 Scheidsrechter: Fred McKnight (NIR) |

## 1982
|                                                                     |                                           |       |                        | |
| 26 januari Vriendschappelijk № 204 «onderlinge duels» 21:15 (UTC−3) | Brazilië                                  | 3 – 1 | DDR                    | Estádio Humberto de Alencar, Natal Toeschouwers: 56.000 Scheidsrechter: José de Assis Aragão (BRA) |
| 26 januari Vriendschappelijk № 204 «onderlinge duels» 21:15 (UTC−3) | Paulo Isidoro 38' Renato 52' Serginho 79' |       | 34' Hans-Jürgen Dörner | Estádio Humberto de Alencar, Natal Toeschouwers: 56.000 Scheidsrechter: José de Assis Aragão (BRA) |

|                                                                      |             |                      |     |                                                                                  |
| 10 februari Vriendschappelijk № 205 «onderlinge duels» 15:00 (UTC+2) | Griekenland | 0 – 1                | DDR | Rizoupolistadion, Athene Toeschouwers: 5.000 Scheidsrechter: Paolo Bergamo (ITA) |
| 10 februari Vriendschappelijk № 205 «onderlinge duels» 15:00 (UTC+2) |             | 71' Matthias Liebers |     | Rizoupolistadion, Athene Toeschouwers: 5.000 Scheidsrechter: Paolo Bergamo (ITA) |

|                                                    |      |       |     |                                                                                          |
| 2 maart Vriendschappelijk № 206 «onderlinge duels» | Irak | 0 – 0 | DDR | Al-Shaab Stadion, Bagdad Toeschouwers: 20.000 Scheidsrechter: Salah Mohammed Karim (IRQ) |
| 2 maart Vriendschappelijk № 206 «onderlinge duels» |      |       |     | Al-Shaab Stadion, Bagdad Toeschouwers: 20.000 Scheidsrechter: Salah Mohammed Karim (IRQ) |

|                                                                   |                  |       |        |                                                                                  |
| 14 april Vriendschappelijk № 207 «onderlinge duels» 17:00 (UTC+2) | DDR              | 1 – 0 | Italië | Zentralstadion, Leipzig Toeschouwers: 28.000 Scheidsrechter: Dušan Krchnak (TCH) |
| 14 april Vriendschappelijk № 207 «onderlinge duels» 17:00 (UTC+2) | Lothar Hause 20' |       |        | Zentralstadion, Leipzig Toeschouwers: 28.000 Scheidsrechter: Dušan Krchnak (TCH) |

|                                                                |                      |       |     |                                                                              |
| 5 mei Vriendschappelijk № 208 «onderlinge duels» 19:00 (UTC+4) | Sovjet-Unie          | 1 – 0 | DDR | Lenin Stadion, Moskou Toeschouwers: 39.000 Scheidsrechter: Miklos Nagy (HUN) |
| 5 mei Vriendschappelijk № 208 «onderlinge duels» 19:00 (UTC+4) | Ramaz Sjengelija 29' |       |     | Lenin Stadion, Moskou Toeschouwers: 39.000 Scheidsrechter: Miklos Nagy (HUN) |

|                                                                 |                                      |       |                                          |                                                                             |
| 19 mei Vriendschappelijk № 209 «onderlinge duels» 19:00 (UTC+2) | Zweden                               | 2 – 2 | DDR                                      | Örjans vall, Halmstad Toeschouwers: 2.000 Scheidsrechter: Rolf Haugen (NOR) |
| 19 mei Vriendschappelijk № 209 «onderlinge duels» 19:00 (UTC+2) | Tony Persson 60' Lennart Larsson 78' |       | 44' Rainer Jarohs 64' Hans-Jürgen Dörner | Örjans vall, Halmstad Toeschouwers: 2.000 Scheidsrechter: Rolf Haugen (NOR) |

|                                                                    |         |                     |     |                                                                                      |
| 8 september Vriendschappelijk № 210 «onderlinge duels» 18:15 (UTC) | IJsland | 0 – 1               | DDR | Laugardalsvöllur, Reykjavik Toeschouwers: 2.217 Scheidsrechter: Peer Frickmann (DEN) |
| 8 september Vriendschappelijk № 210 «onderlinge duels» 18:15 (UTC) |         | 30' Joachim Streich |     | Laugardalsvöllur, Reykjavik Toeschouwers: 2.217 Scheidsrechter: Peer Frickmann (DEN) |

|                                                                       |                                             |       |                                                 |                                                                                     |
| 22 september Vriendschappelijk № 211 «onderlinge duels» 17:00 (UTC+3) | Bulgarije                                   | 2 – 2 | DDR                                             | 9 septemberstadion, Boergas Toeschouwers: 8.000 Scheidsrechter: Marques Perez (POR) |
| 22 september Vriendschappelijk № 211 «onderlinge duels» 17:00 (UTC+3) | Radoslav Zdravkov 44' Radoslav Zdravkov 65' |       | 33' Hans-Jürgen Dörner 56' Hans-Jürgen Riediger | 9 septemberstadion, Boergas Toeschouwers: 8.000 Scheidsrechter: Marques Perez (POR) |

|                                                                        |                                 |       |     |                                                                                  |
| 13 oktober EK 1984 kwalificatie № 212 «onderlinge duels» 20:00 (UTC+1) | Schotland                       | 2 – 0 | DDR | Hampden Park, Glasgow Toeschouwers: 40.355 Scheidsrechter: Georges Konrath (FRA) |
| 13 oktober EK 1984 kwalificatie № 212 «onderlinge duels» 20:00 (UTC+1) | John Wark 53' Paul Sturrock 75' |       |     | Hampden Park, Glasgow Toeschouwers: 40.355 Scheidsrechter: Georges Konrath (FRA) |

|                                                                      |                                                                        |       |                   | |
| 17 november Vriendschappelijk № 213 «onderlinge duels» 17:00 (UTC+1) | DDR                                                                    | 4 – 1 | Roemenië          | Ernst-Thälmann-Stadion, Karl-Marx-Stadt Toeschouwers: 10.000 Scheidsrechter: Romualdas Yushka (URS) |
| 17 november Vriendschappelijk № 213 «onderlinge duels» 17:00 (UTC+1) | Dieter Kühn 30' Rüdiger Schnuphase 40' Dieter Kühn 65' Jürgen Heun 85' |       | 61' László Bölöni | Ernst-Thälmann-Stadion, Karl-Marx-Stadt Toeschouwers: 10.000 Scheidsrechter: Romualdas Yushka (URS) |

## 1983
|                                                        |         |                                     |     |                                                                                 |
| 10 februari Vriendschappelijk № 214 «onderlinge duels» | Tunesië | 0 – 2                               | DDR | Stade El Menzah, Tunis Toeschouwers: 10.000 Scheidsrechter: Naceur Kraiem (TUN) |
| 10 februari Vriendschappelijk № 214 «onderlinge duels» |         | 24' Joachim Streich 66' Dieter Kühn |     | Stade El Menzah, Tunis Toeschouwers: 10.000 Scheidsrechter: Naceur Kraiem (TUN) |

|                                                                      |                                      |       |                         |                                                                                    |
| 23 februari Vriendschappelijk № 215 «onderlinge duels» 17:00 (UTC+1) | DDR                                  | 2 – 1 | Griekenland             | Rudolf Harbigstadion, Dresden Toeschouwers: 7.500 Scheidsrechter: Ivan Gregr (TCH) |
| 23 februari Vriendschappelijk № 215 «onderlinge duels» 17:00 (UTC+1) | Hans Richter 18' Joachim Streich 33' |       | 30' Christos Ardizoglou | Rudolf Harbigstadion, Dresden Toeschouwers: 7.500 Scheidsrechter: Ivan Gregr (TCH) |

|                                                                   |                                                       |       |               |                                                                                               |
| 16 maart Vriendschappelijk № 216 «onderlinge duels» 17:00 (UTC+1) | DDR                                                   | 3 – 1 | Finland       | Ernst Grubestadion, Maagdenburg Toeschouwers: 12.000 Scheidsrechter: Alexandru Mustatea (ROM) |
| 16 maart Vriendschappelijk № 216 «onderlinge duels» 17:00 (UTC+1) | Joachim Streich 11' Hans Richter 15' Hans Richter 61' |       | 79' Ari Hjelm | Ernst Grubestadion, Maagdenburg Toeschouwers: 12.000 Scheidsrechter: Alexandru Mustatea (ROM) |

|                                                                      |                     |       |                                                 |                                                                                   |
| 30 maart EK 1984 kwalificatie № 217 «onderlinge duels» 17:00 (UTC+2) | DDR                 | 1 – 2 | België                                          | Zentralstadion, Leipzig Toeschouwers: 75.000 Scheidsrechter: John Carpenter (IRL) |
| 30 maart EK 1984 kwalificatie № 217 «onderlinge duels» 17:00 (UTC+2) | Joachim Streich 83' |       | 36' François Van der Elst 69' Erwin Vandenbergh | Zentralstadion, Leipzig Toeschouwers: 75.000 Scheidsrechter: John Carpenter (IRL) |

|                                                                   |                                                             |       |           |                                                                                         |
| 13 april Vriendschappelijk № 218 «onderlinge duels» 17:00 (UTC+2) | DDR                                                         | 3 – 0 | Bulgarije | Stadion der Freundschaft, Gera Toeschouwers: 10.000 Scheidsrechter: Alojzy Jarguz (POL) |
| 13 april Vriendschappelijk № 218 «onderlinge duels» 17:00 (UTC+2) | Wolfgang Steinbach 53' Joachim Streich 83' Martin Busse 87' |       |           | Stadion der Freundschaft, Gera Toeschouwers: 10.000 Scheidsrechter: Alojzy Jarguz (POL) |

|                                                                      |                                  |       |                    |                                                                                        |
| 27 april EK 1984 kwalificatie № 209 «onderlinge duels» 20:00 (UTC+2) | België                           | 2 – 1 | DDR                | Heizelstadion, Brussel Toeschouwers: 43.890 Scheidsrechter: Emilio Guruceta Muro (ESP) |
| 27 april EK 1984 kwalificatie № 209 «onderlinge duels» 20:00 (UTC+2) | Jan Ceulemans 18' Ludo Coeck 37' |       | 9' Joachim Streich | Heizelstadion, Brussel Toeschouwers: 43.890 Scheidsrechter: Emilio Guruceta Muro (ESP) |

|                                                                    |             |       |     |                                                                                |
| 14 mei EK 1984 kwalificatie № 220 «onderlinge duels» 20:00 (UTC+2) | Zwitserland | 0 – 0 | DDR | Wankdorf Stadion, Bern Toeschouwers: 40.000 Scheidsrechter: Ulf Eriksson (SWE) |
| 14 mei EK 1984 kwalificatie № 220 «onderlinge duels» 20:00 (UTC+2) |             |       |     | Wankdorf Stadion, Bern Toeschouwers: 40.000 Scheidsrechter: Ulf Eriksson (SWE) |

|                                                                  |                     |       |                                                              |                                                                                   |
| 26 juli Vriendschappelijk № 221 «onderlinge duels» 20:00 (UTC+2) | DDR                 | 1 – 3 | Sovjet-Unie                                                  | Zentralstadion, Leipzig Toeschouwers: 70.000 Scheidsrechter: Károly Palotai (HUN) |
| 26 juli Vriendschappelijk № 221 «onderlinge duels» 20:00 (UTC+2) | Joachim Streich 23' |       | 10' Oleh Blochin 36' Choren Oganesjan 68' Vadim Jevtoesjenko | Zentralstadion, Leipzig Toeschouwers: 70.000 Scheidsrechter: Károly Palotai (HUN) |

|                                                                      |                     |       |     |                                                                                             |
| 24 augustus Vriendschappelijk № 222 «onderlinge duels» 18:00 (UTC+3) | Roemenië            | 1 – 0 | DDR | Stadionul Steaua, Boekarest Toeschouwers: 10.000 Scheidsrechter: Borislav Aleksandrov (BUL) |
| 24 augustus Vriendschappelijk № 222 «onderlinge duels» 18:00 (UTC+3) | Nicolae Negrila 34' |       |     | Stadionul Steaua, Boekarest Toeschouwers: 10.000 Scheidsrechter: Borislav Aleksandrov (BUL) |

|                                                                        |                                                       |       |             | |
| 12 oktober EK 1984 kwalificatie № 223 «onderlinge duels» 17:00 (UTC+1) | DDR                                                   | 3 – 0 | Zwitserland | Friedrich-Ludwig-Jahn-Sportpark, Oost-Berlijn Toeschouwers: 12.000 Scheidsrechter: Keith Hackett (ENG) |
| 12 oktober EK 1984 kwalificatie № 223 «onderlinge duels» 17:00 (UTC+1) | Hans Richter 18' Rainer Ernst 37' Joachim Streich 37' |       |             | Friedrich-Ludwig-Jahn-Sportpark, Oost-Berlijn Toeschouwers: 12.000 Scheidsrechter: Keith Hackett (ENG) |

|                                                                         |                                      |       |                   |                                                                                   |
| 16 november EK 1984 kwalificatie № 224 «onderlinge duels» 17:00 (UTC+1) | DDR                                  | 2 – 1 | Schotland         | Kurt-Wabbelstadion, Halle Toeschouwers: 18.000 Scheidsrechter: Franz Wöhrer (AUT) |
| 16 november EK 1984 kwalificatie № 224 «onderlinge duels» 17:00 (UTC+1) | Ronald Kreer 33' Joachim Streich 43' |       | 79' Eamonn Bannon | Kurt-Wabbelstadion, Halle Toeschouwers: 18.000 Scheidsrechter: Franz Wöhrer (AUT) |

## 1984
|                                                                      |                               |       |                                                            | |
| 15 februari Vriendschappelijk № 225 «onderlinge duels» 15:30 (UTC+2) | Griekenland                   | 1 – 3 | DDR                                                        | Olympisch Stadion Spyridon Louis, Athene Toeschouwers: 5.000 Scheidsrechter: Mihalis Antoniou (CYP) |
| 15 februari Vriendschappelijk № 225 «onderlinge duels» 15:30 (UTC+2) | Nikos Anastapoulos 33' (pen.) |       | 67' Matthias Döschner 82' Jürgen Raab 86' Torsten Gütschow | Olympisch Stadion Spyridon Louis, Athene Toeschouwers: 5.000 Scheidsrechter: Mihalis Antoniou (CYP) |

|                                                                   |                                 |       |                     |                                                                                        |
| 28 maart Vriendschappelijk № 226 «onderlinge duels» 17:00 (UTC+2) | DDR                             | 2 – 1 | Tsjecho-Slowakije   | Georgi Dimitroffstadion, Erfurt Toeschouwers: 7.000 Scheidsrechter: Bela Divinyi (HUN) |
| 28 maart Vriendschappelijk № 226 «onderlinge duels» 17:00 (UTC+2) | Ralf Minge 29' Rainer Ernst 42' |       | 35' Stanislav Griga | Georgi Dimitroffstadion, Erfurt Toeschouwers: 7.000 Scheidsrechter: Bela Divinyi (HUN) |

|                                                                      |                    |       |                       | |
| 11 augustus Vriendschappelijk № 227 «onderlinge duels» 15:00 (UTC+2) | DDR                | 1 – 1 | Mexico                | Friedrich-Ludwig-Jahn-Sportpark, Oost-Berlijn Toeschouwers: 10.200 Scheidsrechter: Vojtech Christov (TCH) |
| 11 augustus Vriendschappelijk № 227 «onderlinge duels» 15:00 (UTC+2) | Christian Backs 2' |       | 21' Fernando Quirarte | Friedrich-Ludwig-Jahn-Sportpark, Oost-Berlijn Toeschouwers: 10.200 Scheidsrechter: Vojtech Christov (TCH) |

|                                                                      |                                     |       |                           |                                                                                       |
| 29 augustus Vriendschappelijk № 228 «onderlinge duels» 17:00 (UTC+2) | DDR                                 | 2 – 1 | Roemenië                  | Stadion der Freundschaft, Gera Toeschouwers: 8.500 Scheidsrechter: Vadzim Zjoek (URS) |
| 29 augustus Vriendschappelijk № 228 «onderlinge duels» 17:00 (UTC+2) | Ralf Minge 18' Matthias Liebers 90' |       | 4' (pen.) Mircea Irimescu | Stadion der Freundschaft, Gera Toeschouwers: 8.500 Scheidsrechter: Vadzim Zjoek (URS) |

|                                                                       |                      |       |             |                                                                                             |
| 12 september Vriendschappelijk № 229 «onderlinge duels» 17:00 (UTC+2) | DDR                  | 1 – 0 | Griekenland | Georgi Dimitroffstadion, Zwickau Toeschouwers: 2.500 Scheidsrechter: Erik Fredriksson (SWE) |
| 12 september Vriendschappelijk № 229 «onderlinge duels» 17:00 (UTC+2) | Torsten Gütschow 23' |       |             | Georgi Dimitroffstadion, Zwickau Toeschouwers: 2.500 Scheidsrechter: Erik Fredriksson (SWE) |

|                                                                       |                  |       |     |                                                                               |
| 12 september Vriendschappelijk № 230 «onderlinge duels» 19:45 (UTC+1) | Engeland         | 1 – 0 | DDR | Wembley Stadium, Londen Toeschouwers: 23.951 Scheidsrechter: Bep Thomas (NED) |
| 12 september Vriendschappelijk № 230 «onderlinge duels» 19:45 (UTC+1) | Bryan Robson 82' |       |     | Wembley Stadium, Londen Toeschouwers: 23.951 Scheidsrechter: Bep Thomas (NED) |

|                                                                     |                                                                                         |       |                                           |                                                                                   |
| 10 oktober Vriendschappelijk № 231 «onderlinge duels» 14:30 (UTC+1) | DDR                                                                                     | 5 – 2 | Algerije                                  | Otto Grotewohlstadion, Aue Toeschouwers: 8.000 Scheidsrechter: Lajos Nemeth (HUN) |
| 10 oktober Vriendschappelijk № 231 «onderlinge duels» 14:30 (UTC+1) | Dirk Stahmann 20' Frank Rohde 25' Rainer Ernst 44' Rainer Ernst 70' Joachim Streich 85' |       | 85' Lakhdar Belloumi 88' Rachid Mekhloufi | Otto Grotewohlstadion, Aue Toeschouwers: 8.000 Scheidsrechter: Lajos Nemeth (HUN) |

|                                                                        |                                        |       |                                                         |                                                                                    |
| 20 oktober WK 1986 kwalificatie № 232 «onderlinge duels» 17:00 (UTC+1) | DDR                                    | 2 – 3 | Joegoslavië                                             | Zentralstadion, Leipzig Toeschouwers: 63.000 Scheidsrechter: Horst Brummeier (AUT) |
| 20 oktober WK 1986 kwalificatie № 232 «onderlinge duels» 17:00 (UTC+1) | Michael Glowatzky 11' Rainer Ernst 50' |       | 30' Mehmed Baždarević 48' Fadil Vokrri 80' Miloš Šestić | Zentralstadion, Leipzig Toeschouwers: 63.000 Scheidsrechter: Horst Brummeier (AUT) |

|                                                           |           |                                                                                  |     |                                                                                                   |
| 17 november WK 1986 kwalificatie № 233 «onderlinge duels» | Luxemburg | 0 – 5                                                                            | DDR | Stade de la Frontière, Esch-sur-Alzette Toeschouwers: 1.179 Scheidsrechter: Thomas Donnelly (NIR) |
| 17 november WK 1986 kwalificatie № 233 «onderlinge duels» |           | 60' Rainer Ernst 63' Ralf Minge 76' Rainer Ernst 78' Ralf Minge 81' Rainer Ernst |     | Stade de la Frontière, Esch-sur-Alzette Toeschouwers: 1.179 Scheidsrechter: Thomas Donnelly (NIR) |

|                                                                        |                                          |       |     |                                                                                   |
| 8 december WK 1986 kwalificatie № 234 «onderlinge duels» 20:30 (UTC+1) | Frankrijk                                | 2 – 0 | DDR | Parc des Princes, Parijs Toeschouwers: 43.174 Scheidsrechter: Paolo Casarin (ITA) |
| 8 december WK 1986 kwalificatie № 234 «onderlinge duels» 20:30 (UTC+1) | Yannick Stopyra 32' Philippe Anziani 89' |       |     | Parc des Princes, Parijs Toeschouwers: 43.174 Scheidsrechter: Paolo Casarin (ITA) |

## 1985
|                                                                     |                                                             |       |     |                                                                                           |
| 29 januari Vriendschappelijk № 235 «onderlinge duels» 21:30 (UTC−3) | Uruguay                                                     | 3 – 0 | DDR | Estadio Centenario, Montevideo Toeschouwers: 80.000 Scheidsrechter: Juan Cardellino (URU) |
| 29 januari Vriendschappelijk № 235 «onderlinge duels» 21:30 (UTC−3) | Carlos Aguilera 37' Jorge da Silva 78' Enzo Francescoli 84' |       |     | Estadio Centenario, Montevideo Toeschouwers: 80.000 Scheidsrechter: Juan Cardellino (URU) |

|                                                       |                                      |       |                                                    |                                                                                   |
| 6 februari Vriendschappelijk № 236 «onderlinge duels» | Ecuador                              | 2 – 3 | DDR                                                | Estadio Modelo, Guayaquil Toeschouwers: 26.000 Scheidsrechter: Elías Jácome (ECU) |
| 6 februari Vriendschappelijk № 236 «onderlinge duels» | Hermen Benítez 17' Hamilton Cuvi 83' |       | 34' Rainer Ernst 40' Andreas Thom 55' Rainer Ernst | Estadio Modelo, Guayaquil Toeschouwers: 26.000 Scheidsrechter: Elías Jácome (ECU) |

|                                                     |                 |       |                  |                                                                                           |
| 13 maart Vriendschappelijk № 237 «onderlinge duels» | Algerije        | 1 – 1 | DDR              | Stade du 1er Novembre 1954, Batna Toeschouwers: 40.000 Scheidsrechter: Amar Gothari (ALG) |
| 13 maart Vriendschappelijk № 237 «onderlinge duels» | Hocine Yahi 50' |       | 84' Bernd Schulz | Stade du 1er Novembre 1954, Batna Toeschouwers: 40.000 Scheidsrechter: Amar Gothari (ALG) |

|                                                                     |                      |       |     |                                                                                               |
| 6 april WK 1986 kwalificatie № 238 «onderlinge duels» 19:00 (UTC+3) | Bulgarije            | 1 – 0 | DDR | Vasil Levski Nationaal Stadion, Sofia Toeschouwers: 47.396 Scheidsrechter: Franz Wöhrer (AUT) |
| 6 april WK 1986 kwalificatie № 238 «onderlinge duels» 19:00 (UTC+3) | Stoicho Mladenov 87' |       |     | Vasil Levski Nationaal Stadion, Sofia Toeschouwers: 47.396 Scheidsrechter: Franz Wöhrer (AUT) |

|                                                                   |                    |       |           |                                                                                               |
| 17 april Vriendschappelijk № 239 «onderlinge duels» 20:00 (UTC+2) | DDR                | 1 – 0 | Noorwegen | Stadion der Freundschaft, Frankfurt (Oder) Toeschouwers: 6.000 Scheidsrechter: Jan Hora (TCH) |
| 17 april Vriendschappelijk № 239 «onderlinge duels» 20:00 (UTC+2) | Andreas Krause 50' |       |           | Stadion der Freundschaft, Frankfurt (Oder) Toeschouwers: 6.000 Scheidsrechter: Jan Hora (TCH) |

|                                                                |                                                                               |       |                  |                                                                             |
| 8 mei Vriendschappelijk № 240 «onderlinge duels» 19:00 (UTC+2) | Denemarken                                                                    | 4 – 1 | DDR              | Parken, Kopenhagen Toeschouwers: 19.500 Scheidsrechter: Arto Ravander (FIN) |
| 8 mei Vriendschappelijk № 240 «onderlinge duels» 19:00 (UTC+2) | Michael Laudrup 6' Michael Laudrup 67' John Lauridsen 79' Klaus Berggreen 82' |       | 84' Uwe Zötzsche | Parken, Kopenhagen Toeschouwers: 19.500 Scheidsrechter: Arto Ravander (FIN) |

|                                                                    |                                                       |       |                    |                                                                                           |
| 18 mei WK 1986 kwalificatie № 241 «onderlinge duels» 15:00 (UTC+2) | DDR                                                   | 3 – 1 | Luxemburg          | Karl-Liebknecht-Stadion, Potsdam Toeschouwers: 9.000 Scheidsrechter: Charles Scerri (MLT) |
| 18 mei WK 1986 kwalificatie № 241 «onderlinge duels» 15:00 (UTC+2) | Ralf Minge 19' Ralf Minge 38' Rainer Ernst 45' (pen.) |       | 76' Robert Langers | Karl-Liebknecht-Stadion, Potsdam Toeschouwers: 9.000 Scheidsrechter: Charles Scerri (MLT) |

|                                                                      |           |                 |     |                                                                                    |
| 14 augustus Vriendschappelijk № 242 «onderlinge duels» 19:00 (UTC+2) | Noorwegen | 0 – 1           | DDR | Ullevaalstadion, Oslo Toeschouwers: 10.500 Scheidsrechter: Steen Erik Jensen (DEN) |
| 14 augustus Vriendschappelijk № 242 «onderlinge duels» 19:00 (UTC+2) |           | 17' Ulf Kirsten |     | Ullevaalstadion, Oslo Toeschouwers: 10.500 Scheidsrechter: Steen Erik Jensen (DEN) |

|                                                                          |                                   |       |           |                                                                                  |
| 11 september WK 1986 kwalificatie № 243 «onderlinge duels» 20:00 (UTC+2) | DDR                               | 2 – 0 | Frankrijk | Zentralstadion, Leipzig Toeschouwers: 78.000 Scheidsrechter: Pietro d'Elia (ITA) |
| 11 september WK 1986 kwalificatie № 243 «onderlinge duels» 20:00 (UTC+2) | Rainer Ernst 53' Ronald Kreer 81' |       |           | Zentralstadion, Leipzig Toeschouwers: 78.000 Scheidsrechter: Pietro d'Elia (ITA) |

|                                                                          |                 |       |                                   |                                                                                      |
| 28 september WK 1986 kwalificatie № 244 «onderlinge duels» 19:00 (UTC+2) | Joegoslavië     | 1 – 2 | DDR                               | JNA Stadion, Belgrado Toeschouwers: 45.000 Scheidsrechter: Velodi Miminoshvili (URS) |
| 28 september WK 1986 kwalificatie № 244 «onderlinge duels» 19:00 (UTC+2) | Haris Škoro 83' |       | 47' Andreas Thom 59' Andreas Thom | JNA Stadion, Belgrado Toeschouwers: 45.000 Scheidsrechter: Velodi Miminoshvili (URS) |

|                                                                     |           |       |     |                                                                                 |
| 16 oktober Vriendschappelijk № 245 «onderlinge duels» 20:00 (UTC+1) | Schotland | 0 – 0 | DDR | Hampden Park, Glasgow Toeschouwers: 41.000 Scheidsrechter: Joseph Worrall (ENG) |
| 16 oktober Vriendschappelijk № 245 «onderlinge duels» 20:00 (UTC+1) |           |       |     | Hampden Park, Glasgow Toeschouwers: 41.000 Scheidsrechter: Joseph Worrall (ENG) |

|                                                                         |                                      |       |                  |                                                                                              |
| 16 november WK 1986 kwalificatie № 246 «onderlinge duels» 19:15 (UTC+1) | DDR                                  | 2 – 1 | Bulgarije        | Ernst Thälmannstadion, Karl-Marx-Stadt Toeschouwers: 32.000 Scheidsrechter: Jan Keizer (NED) |
| 16 november WK 1986 kwalificatie № 246 «onderlinge duels» 19:15 (UTC+1) | Uwe Zötzsche 4' Matthias Liebers 40' |       | 39' Russi Gochev | Ernst Thälmannstadion, Karl-Marx-Stadt Toeschouwers: 32.000 Scheidsrechter: Jan Keizer (NED) |

## 1986
|                                                                      |                 |       |                                          |                                                                                             |
| 14 februari Vriendschappelijk № 247 «onderlinge duels» 20:15 (UTC−8) | Mexico          | 1 – 2 | DDR                                      | San Jose Municipal Stadion, San Jose Toeschouwers: 6.000 Scheidsrechter: Robert Evans (USA) |
| 14 februari Vriendschappelijk № 247 «onderlinge duels» 20:15 (UTC−8) | Luis Flores 38' |       | 26' (pen.) Uwe Zötzsche 83' Uwe Zötzsche | San Jose Municipal Stadion, San Jose Toeschouwers: 6.000 Scheidsrechter: Robert Evans (USA) |

|                                                                    |                           |       |                                                  |                                                                                            |
| 19 februari Vriendschappelijk № 248 «onderlinge duels» 21:30 (UTC) | Portugal                  | 1 – 3 | DDR                                              | Estádio 1º de Maio, Braga Toeschouwers: 30.000 Scheidsrechter: Augusto Lamo Castillo (ESP) |
| 19 februari Vriendschappelijk № 248 «onderlinge duels» 21:30 (UTC) | Fernando Gomes 63' (pen.) |       | 7' Andreas Thom 24' Ulf Kirsten 33' Rainer Ernst | Estádio 1º de Maio, Braga Toeschouwers: 30.000 Scheidsrechter: Augusto Lamo Castillo (ESP) |

|                                                                   |     |                      |           |                                                                                 |
| 12 maart Vriendschappelijk № 249 «onderlinge duels» 17:00 (UTC+1) | DDR | 0 – 1                | Nederland | Zentralstadion, Leipzig Toeschouwers: 22.000 Scheidsrechter: Franz Wöhrer (AUT) |
| 12 maart Vriendschappelijk № 249 «onderlinge duels» 17:00 (UTC+1) |     | 13' Marco van Basten |           | Zentralstadion, Leipzig Toeschouwers: 22.000 Scheidsrechter: Franz Wöhrer (AUT) |

|                                                                   |                                                      |       |     | |
| 26 maart Vriendschappelijk № 250 «onderlinge duels» 18:30 (UTC+2) | Griekenland                                          | 2 – 0 | DDR | Georgios Karaiskákisstadion, Athene Toeschouwers: 15.000 Scheidsrechter: Christos Kolokythas (GRE) |
| 26 maart Vriendschappelijk № 250 «onderlinge duels» 18:30 (UTC+2) | Nikos Anastopoulos 63' (pen.) Dimitris Saravakos 86' |       |     | Georgios Karaiskákisstadion, Athene Toeschouwers: 15.000 Scheidsrechter: Christos Kolokythas (GRE) |

|                                                                  |                                  |       |     |                                                                                     |
| 8 april Vriendschappelijk № 251 «onderlinge duels» 21:30 (UTC−3) | Brazilië                         | 3 – 0 | DDR | Estádio Serra Dourada, Goiânia Toeschouwers: 70.000 Scheidsrechter: Juan Bava (ARG) |
| 8 april Vriendschappelijk № 251 «onderlinge duels» 21:30 (UTC−3) | Müller 11' Alemão 36' Careca 59' |       |     | Estádio Serra Dourada, Goiânia Toeschouwers: 70.000 Scheidsrechter: Juan Bava (ARG) |

|                                                                   |                                    |       |     |                                                                                   |
| 23 april Vriendschappelijk № 252 «onderlinge duels» 16:30 (UTC+2) | Tsjecho-Slowakije                  | 2 – 0 | DDR | Štadión pod Zoborom, Nitra Toeschouwers: 12.000 Scheidsrechter: Mircea Nesu (ROM) |
| 23 april Vriendschappelijk № 252 «onderlinge duels» 16:30 (UTC+2) | Ivo Knoflíček 62' Milan Luhový 64' |       |     | Štadión pod Zoborom, Nitra Toeschouwers: 12.000 Scheidsrechter: Mircea Nesu (ROM) |

|                                                                      |               |       |     |                                                                                  |
| 20 augustus Vriendschappelijk № 253 «onderlinge duels» 19:00 (UTC+3) | Finland       | 1 – 0 | DDR | Keskusurheilukenttä, Lahti Toeschouwers: 3.325 Scheidsrechter: Bo Karlsson (SWE) |
| 20 augustus Vriendschappelijk № 253 «onderlinge duels» 19:00 (UTC+3) | Ari Hjelm 61' |       |     | Keskusurheilukenttä, Lahti Toeschouwers: 3.325 Scheidsrechter: Bo Karlsson (SWE) |

|                                                                       |     |                  |            |                                                                                   |
| 10 september Vriendschappelijk № 254 «onderlinge duels» 17:00 (UTC+2) | DDR | 0 – 1            | Denemarken | Zentralstadion, Leipzig Toeschouwers: 30.000 Scheidsrechter: Lajos Hartmann (HUN) |
| 10 september Vriendschappelijk № 254 «onderlinge duels» 17:00 (UTC+2) |     | 23' John Eriksen |            | Zentralstadion, Leipzig Toeschouwers: 30.000 Scheidsrechter: Lajos Hartmann (HUN) |

|                                                                          |           |       |     |                                                                                |
| 24 september EK 1988 kwalificatie № 255 «onderlinge duels» 19:00 (UTC+2) | Noorwegen | 0 – 0 | DDR | Ullevaalstadion, Oslo Toeschouwers: 10.200 Scheidsrechter: Egbert Mulder (NED) |
| 24 september EK 1988 kwalificatie № 255 «onderlinge duels» 19:00 (UTC+2) |           |       |     | Ullevaalstadion, Oslo Toeschouwers: 10.200 Scheidsrechter: Egbert Mulder (NED) |

|                                                                        |                                 |       |         |                                                                                                  |
| 29 oktober EK 1988 kwalificatie № 256 «onderlinge duels» 17:00 (UTC+1) | DDR                             | 2 – 0 | IJsland | Ernst Thälmannstadion, Karl-Marx-Stadt Toeschouwers: 15.000 Scheidsrechter: Zoran Petrović (YUG) |
| 29 oktober EK 1988 kwalificatie № 256 «onderlinge duels» 17:00 (UTC+1) | Andreas Thom 5' Ulf Kirsten 89' |       |         | Ernst Thälmannstadion, Karl-Marx-Stadt Toeschouwers: 15.000 Scheidsrechter: Zoran Petrović (YUG) |

|                                                                         |     |       |           |                                                                                    |
| 19 november EK 1988 kwalificatie № 257 «onderlinge duels» 20:00 (UTC+1) | DDR | 0 – 0 | Frankrijk | Zentralstadion, Leipzig Toeschouwers: 54.578 Scheidsrechter: George Courtney (ENG) |
| 19 november EK 1988 kwalificatie № 257 «onderlinge duels» 20:00 (UTC+1) |     |       |           | Zentralstadion, Leipzig Toeschouwers: 54.578 Scheidsrechter: George Courtney (ENG) |

## 1987
|                                                                   |                                                   |       |                |                                                                                     |
| 25 maart Vriendschappelijk № 258 «onderlinge duels» 14:30 (UTC+2) | Turkije                                           | 3 – 1 | DDR            | BJK Inönüstadion, Istanbul Toeschouwers: 5.000 Scheidsrechter: George Ionescu (ROM) |
| 25 maart Vriendschappelijk № 258 «onderlinge duels» 14:30 (UTC+2) | Erdal Keser 45' Kayhan Kaynak 47' Tanju Çolak 76' |       | 29' Ralf Minge | BJK Inönüstadion, Istanbul Toeschouwers: 5.000 Scheidsrechter: George Ionescu (ROM) |

|                                                                      |                                         |       |     |                                                                                    |
| 29 april EK 1988 kwalificatie № 259 «onderlinge duels» 19:00 (UTC+4) | Sovjet-Unie                             | 2 – 0 | DDR | Republic Stadium, Kiev Toeschouwers: 76.400 Scheidsrechter: Erik Fredriksson (SWE) |
| 29 april EK 1988 kwalificatie № 259 «onderlinge duels» 19:00 (UTC+4) | Oleksandr Zavarov 41' Ihor Bjelanov 49' |       |     | Republic Stadium, Kiev Toeschouwers: 76.400 Scheidsrechter: Erik Fredriksson (SWE) |

|                                                                 |                                         |       |                   |                                                                                                 |
| 13 mei Vriendschappelijk № 260 «onderlinge duels» 16:00 (UTC+2) | DDR                                     | 2 – 0 | Tsjecho-Slowakije | Stahlstadion, Brandenburg an der Havel Toeschouwers: 3.000 Scheidsrechter: Valery Butenko (URS) |
| 13 mei Vriendschappelijk № 260 «onderlinge duels» 16:00 (UTC+2) | Jürgen Raab 42' Rainer Ernst 64' (pen.) |       |                   | Stahlstadion, Brandenburg an der Havel Toeschouwers: 3.000 Scheidsrechter: Valery Butenko (URS) |

|                                                                  |         | |     |                                                                                             |
| 3 juni EK 1988 kwalificatie № 261 «onderlinge duels» 20:00 (UTC) | IJsland | 0 – 6                                                                                                   | DDR | Laugardalsvöllur, Reykjavik Toeschouwers: 8.800 Scheidsrechter: Henning Lund-Sørensen (DEN) |
| 3 juni EK 1988 kwalificatie № 261 «onderlinge duels» 20:00 (UTC) |         | 15' Ralf Minge 38' Andreas Thom 49' Thomas Doll 69' Andreas Thom 85' Matthias Döschner 88' Andreas Thom |     | Laugardalsvöllur, Reykjavik Toeschouwers: 8.800 Scheidsrechter: Henning Lund-Sørensen (DEN) |

|                                                                  |     |       |           |                                                                                 |
| 28 juli Vriendschappelijk № 262 «onderlinge duels» 20:00 (UTC+2) | DDR | 0 – 0 | Hongarije | Zentralstadion, Leipzig Toeschouwers: 71.000 Scheidsrechter: Jan Damgaard (DEN) |
| 28 juli Vriendschappelijk № 262 «onderlinge duels» 20:00 (UTC+2) |     |       |           | Zentralstadion, Leipzig Toeschouwers: 71.000 Scheidsrechter: Jan Damgaard (DEN) |

|                                                                      |                                    |       |     |                                                                                          |
| 19 augustus Vriendschappelijk № 263 «onderlinge duels» 17:00 (UTC+2) | Polen                              | 2 – 0 | DDR | Stadion Zagłębia Lubin, Lubin Toeschouwers: 30.000 Scheidsrechter: Ivan Timoshenko (URS) |
| 19 augustus Vriendschappelijk № 263 «onderlinge duels» 17:00 (UTC+2) | Paweł Król 21' Waldemar Prusik 62' |       |     | Stadion Zagłębia Lubin, Lubin Toeschouwers: 30.000 Scheidsrechter: Ivan Timoshenko (URS) |

|                                                                       |                                 |       |         |                                                                                      |
| 23 september Vriendschappelijk № 264 «onderlinge duels» 17:00 (UTC+2) | DDR                             | 2 – 0 | Tunesië | Stadion der Freundschaft, Gera Toeschouwers: 7.500 Scheidsrechter: Rolf Haugen (NOR) |
| 23 september Vriendschappelijk № 264 «onderlinge duels» 17:00 (UTC+2) | Thomas Doll 52' Ulf Kirsten 53' |       |         | Stadion der Freundschaft, Gera Toeschouwers: 7.500 Scheidsrechter: Rolf Haugen (NOR) |

|                                                                        |                 |       |                      | |
| 10 oktober EK 1988 kwalificatie № 265 «onderlinge duels» 20:00 (UTC+1) | DDR             | 1 – 1 | Sovjet-Unie          | Friedrich-Ludwig-Jahn-Sportpark, Oost-Berlijn Toeschouwers: 19.800 Scheidsrechter: Dušan Krchnak (TCH) |
| 10 oktober EK 1988 kwalificatie № 265 «onderlinge duels» 20:00 (UTC+1) | Ulf Kirsten 44' |       | 80' Sergej Alejnikov | Friedrich-Ludwig-Jahn-Sportpark, Oost-Berlijn Toeschouwers: 19.800 Scheidsrechter: Dušan Krchnak (TCH) |

|                                                                        |                                                  |       |                            |                                                                                           |
| 28 oktober EK 1988 kwalificatie № 266 «onderlinge duels» 17:00 (UTC+1) | DDR                                              | 3 – 1 | Noorwegen                  | Ernst Grubestadion, Maagdenburg Toeschouwers: 7.500 Scheidsrechter: Friedrich Kaupe (AUT) |
| 28 oktober EK 1988 kwalificatie № 266 «onderlinge duels» 17:00 (UTC+1) | Ulf Kirsten 14' Andreas Thom 34' Ulf Kirsten 54' |       | 32' Jan Kristian Fjærestad | Ernst Grubestadion, Maagdenburg Toeschouwers: 7.500 Scheidsrechter: Friedrich Kaupe (AUT) |

|                                                                         |           |                  |     |                                                                                    |
| 18 november EK 1988 kwalificatie № 267 «onderlinge duels» 20:00 (UTC+1) | Frankrijk | 0 – 1            | DDR | Parc des Princes, Parijs Toeschouwers: 16.581 Scheidsrechter: Carlos Valente (POR) |
| 18 november EK 1988 kwalificatie № 267 «onderlinge duels» 20:00 (UTC+1) |           | 90' Rainer Ernst |     | Parc des Princes, Parijs Toeschouwers: 16.581 Scheidsrechter: Carlos Valente (POR) |

## 1988
|                                                                     |        |       |     |                                                                                          |
| 27 januari Vriendschappelijk № 268 «onderlinge duels» 20:30 (UTC+1) | Spanje | 0 – 0 | DDR | Estadio Luis Casanova, Valencia Toeschouwers: 25.000 Scheidsrechter: Michel Girard (FRA) |
| 27 januari Vriendschappelijk № 268 «onderlinge duels» 20:30 (UTC+1) |        |       |     | Estadio Luis Casanova, Valencia Toeschouwers: 25.000 Scheidsrechter: Michel Girard (FRA) |

|                                                    |                                           |       |                  |                                                                                |
| 2 maart Vriendschappelijk № 269 «onderlinge duels» | Marokko                                   | 2 – 1 | DDR              | Stade El Bachir, Mohammedia Toeschouwers: 5.000 Scheidsrechter: ?? Abasi (MAR) |
| 2 maart Vriendschappelijk № 269 «onderlinge duels» | Abderrazad Khairi 23' Kheira Hamraoui 89' |       | 90' Rainer Ernst | Stade El Bachir, Mohammedia Toeschouwers: 5.000 Scheidsrechter: ?? Abasi (MAR) |

|                                                                   |                                                            |       |                                                       |                                                                                   |
| 30 maart Vriendschappelijk № 270 «onderlinge duels» 17:00 (UTC+2) | DDR                                                        | 3 – 3 | Roemenië                                              | Kurt-Wabbelstadion, Halle Toeschouwers: 6.500 Scheidsrechter: Jiri Stiegler (TCH) |
| 30 maart Vriendschappelijk № 270 «onderlinge duels» 17:00 (UTC+2) | Rainer Ernst 11' Uwe Zötzsche 38' (pen.) Dirk Stahmann 57' |       | 20' (e.d.) René Müller 79' Ion Andone 82' Ion Geolgău | Kurt-Wabbelstadion, Halle Toeschouwers: 6.500 Scheidsrechter: Jiri Stiegler (TCH) |

|                                                                   |                   |       |                  |                                                                                           |
| 13 april Vriendschappelijk № 271 «onderlinge duels» 17:00 (UTC+3) | Bulgarije         | 1 – 1 | DDR              | 9 septemberstadion, Boergas Toeschouwers: 20.000 Scheidsrechter: Wolf-Günter Wiesel (GER) |
| 13 april Vriendschappelijk № 271 «onderlinge duels» 17:00 (UTC+3) | Trifon Ivanov 83' |       | 30' Jörg Stübner | 9 septemberstadion, Boergas Toeschouwers: 20.000 Scheidsrechter: Wolf-Günter Wiesel (GER) |

|                                                                      |                     |       |             | |
| 31 augustus Vriendschappelijk № 272 «onderlinge duels» 18:00 (UTC+2) | DDR                 | 1 – 0 | Griekenland | Friedrich-Ludwig-Jahn-Sportpark, Oost-Berlijn Toeschouwers: 6.500 Scheidsrechter: Michal Listkiewicz (POL) |
| 31 augustus Vriendschappelijk № 272 «onderlinge duels» 18:00 (UTC+2) | Matthias Sammer 24' |       |             | Friedrich-Ludwig-Jahn-Sportpark, Oost-Berlijn Toeschouwers: 6.500 Scheidsrechter: Michal Listkiewicz (POL) |

|                                                                       |                  |       |                               |                                                                                             |
| 21 september Vriendschappelijk № 273 «onderlinge duels» 16:30 (UTC+2) | DDR              | 1 – 2 | Polen                         | Stadion der Freundschaft, Cottbus Toeschouwers: 11.000 Scheidsrechter: Robert Matušík (TCH) |
| 21 september Vriendschappelijk № 273 «onderlinge duels» 16:30 (UTC+2) | Rainer Ernst 29' |       | 60' Jan Furtok 80' Jan Furtok | Stadion der Freundschaft, Cottbus Toeschouwers: 11.000 Scheidsrechter: Robert Matušík (TCH) |

|                                                                        |                                   |       |         | |
| 19 oktober WK 1990 kwalificatie № 274 «onderlinge duels» 17:00 (UTC+1) | DDR                               | 2 – 0 | IJsland | Friedrich-Ludwig-Jahn-Sportpark, Oost-Berlijn Toeschouwers: 12.300 Scheidsrechter: Einar Halle (NOR) |
| 19 oktober WK 1990 kwalificatie № 274 «onderlinge duels» 17:00 (UTC+1) | Andreas Thom 34' Andreas Thom 89' |       |         | Friedrich-Ludwig-Jahn-Sportpark, Oost-Berlijn Toeschouwers: 12.300 Scheidsrechter: Einar Halle (NOR) |

|                                                                         |                                                |       |                  |                                                                                    |
| 30 november WK 1990 kwalificatie № 275 «onderlinge duels» 14:00 (UTC+2) | Turkije                                        | 3 – 1 | DDR              | BJK Inönüstadion, Istanbul Toeschouwers: 42.000 Scheidsrechter: Lajos Nemeth (HUN) |
| 30 november WK 1990 kwalificatie № 275 «onderlinge duels» 14:00 (UTC+2) | Tanju Çolak 24' Tanju Çolak 65' Oğuz Çetin 70' |       | 76' Andreas Thom | BJK Inönüstadion, Istanbul Toeschouwers: 42.000 Scheidsrechter: Lajos Nemeth (HUN) |

## 1989
|                                                                      |        |                                                                  |     |                                                                                       |
| 13 februari Vriendschappelijk № 276 «onderlinge duels» 15:00 (UTC+2) | Egypte | 0 – 4                                                            | DDR | Nasser Stadium, Caïro Toeschouwers: 15.000 Scheidsrechter: Mohammed Hossameldin (EGY) |
| 13 februari Vriendschappelijk № 276 «onderlinge duels» 15:00 (UTC+2) |        | 5' Ulf Kirsten 43' Andreas Thom 84' Ulf Kirsten 87' Andreas Thom |     | Nasser Stadium, Caïro Toeschouwers: 15.000 Scheidsrechter: Mohammed Hossameldin (EGY) |

|                                                                  |                                                                    |       |                                    |                                                                                                 |
| 8 maart Vriendschappelijk № 277 «onderlinge duels» 15:00 (UTC+2) | Griekenland                                                        | 3 – 2 | DDR                                | Olympisch Stadion Spyridon Louis, Athene Toeschouwers: 2.000 Scheidsrechter: Carlo Longhi (ITA) |
| 8 maart Vriendschappelijk № 277 «onderlinge duels» 15:00 (UTC+2) | Dimitris Saravakos 21' Jens Wahl 29' (e.d.) Dimitris Saravakos 59' |       | 54' Damian Halata 66' Andreas Thom | Olympisch Stadion Spyridon Louis, Athene Toeschouwers: 2.000 Scheidsrechter: Carlo Longhi (ITA) |

|                                                                   |                       |       |                   |                                                                               |
| 22 maart Vriendschappelijk № 278 «onderlinge duels» 18:00 (UTC+1) | DDR                   | 1 – 1 | Finland           | Dynamostadion, Dresden Toeschouwers: 14.000 Scheidsrechter: Jozef Marko (TCH) |
| 22 maart Vriendschappelijk № 278 «onderlinge duels» 18:00 (UTC+1) | Andreas Trautmann 54' |       | 29' Mika Lipponen | Dynamostadion, Dresden Toeschouwers: 14.000 Scheidsrechter: Jozef Marko (TCH) |

|                                                                      |     |                                   |         |                                                                                         |
| 12 april WK 1990 kwalificatie № 279 «onderlinge duels» 17:00 (UTC+2) | DDR | 0 – 2                             | Turkije | Ernst Grubestadion, Maagdenburg Toeschouwers: 23.000 Scheidsrechter: Jan Damgaard (DEN) |
| 12 april WK 1990 kwalificatie № 279 «onderlinge duels» 17:00 (UTC+2) |     | 21' Tanju Çolak 87' Rıdvan Dilmen |         | Ernst Grubestadion, Maagdenburg Toeschouwers: 23.000 Scheidsrechter: Jan Damgaard (DEN) |

|                                                                      |                                                               |       |     |                                                                                   |
| 26 april WK 1990 kwalificatie № 280 «onderlinge duels» 19:00 (UTC+4) | Sovjet-Unie                                                   | 3 – 0 | DDR | Republican Stadion, Kiev Toeschouwers: 100.000 Scheidsrechter: Kenneth Hope (SCO) |
| 26 april WK 1990 kwalificatie № 280 «onderlinge duels» 19:00 (UTC+4) | Igor Dobrovolski 3' Gennady Litovchenko 20' Oleh Protasov 40' |       |     | Republican Stadion, Kiev Toeschouwers: 100.000 Scheidsrechter: Kenneth Hope (SCO) |

|                                                                    |                 |       |                 |                                                                                        |
| 20 mei WK 1990 kwalificatie № 281 «onderlinge duels» 20:00 (UTC+2) | DDR             | 1 – 1 | Oostenrijk      | Zentralstadion, Leipzig Toeschouwers: 22.000 Scheidsrechter: Alphonse Constantin (BEL) |
| 20 mei WK 1990 kwalificatie № 281 «onderlinge duels» 20:00 (UTC+2) | Ulf Kirsten 87' |       | 3' Toni Polster | Zentralstadion, Leipzig Toeschouwers: 22.000 Scheidsrechter: Alphonse Constantin (BEL) |

|                                                                      |                 |       |                     |                                                                                            |
| 23 augustus Vriendschappelijk № 282 «onderlinge duels» 18:00 (UTC+2) | DDR             | 1 – 1 | Bulgarije           | Georgi Dimitroffstadion, Erfurt Toeschouwers: 4.500 Scheidsrechter: Adrian Porumboiu (ROM) |
| 23 augustus Vriendschappelijk № 282 «onderlinge duels» 18:00 (UTC+2) | Ulf Kirsten 15' |       | 28' Georgi Yordanov | Georgi Dimitroffstadion, Erfurt Toeschouwers: 4.500 Scheidsrechter: Adrian Porumboiu (ROM) |

|                                                                       |         |                                                      |     |                                                                                    |
| 6 september WK 1990 kwalificatie № 283 «onderlinge duels» 18:00 (UTC) | IJsland | 0 – 3                                                | DDR | Laugardalsvöllur, Reykjavik Toeschouwers: 7.500 Scheidsrechter: Keith Cooper (WAL) |
| 6 september WK 1990 kwalificatie № 283 «onderlinge duels» 18:00 (UTC) |         | 55' Matthias Sammer 63' Rainer Ernst 65' Thomas Doll |     | Laugardalsvöllur, Reykjavik Toeschouwers: 7.500 Scheidsrechter: Keith Cooper (WAL) |

|                                                                       |                                      |       |                         |                                                                                            |
| 8 oktober WK 1990 kwalificatie № 284 «onderlinge duels» 15:00 (UTC+1) | DDR                                  | 2 – 1 | Sovjet-Unie             | Ernst Thälmannstadion, Karl-Marx-Stadt Toeschouwers: 15.900 Scheidsrechter: Bo Helen (SWE) |
| 8 oktober WK 1990 kwalificatie № 284 «onderlinge duels» 15:00 (UTC+1) | Andreas Thom 81' Matthias Sammer 82' |       | 74' Gennady Litovchenko | Ernst Thälmannstadion, Karl-Marx-Stadt Toeschouwers: 15.900 Scheidsrechter: Bo Helen (SWE) |

|                                                                     |       |                                                                              |     |                                                                                     |
| 25 oktober Vriendschappelijk № 285 «onderlinge duels» 15:00 (UTC+1) | Malta | 0 – 4                                                                        | DDR | Ta' Qalistadion, Ta' Qali Toeschouwers: 3.000 Scheidsrechter: Edgar Azzopardi (MLT) |
| 25 oktober Vriendschappelijk № 285 «onderlinge duels» 15:00 (UTC+1) |       | 10' Thomas Doll 32' Thomas Doll 73' (pen.) Rico Steinmann 86' Rico Steinmann |     | Ta' Qalistadion, Ta' Qali Toeschouwers: 3.000 Scheidsrechter: Edgar Azzopardi (MLT) |

|                                                                         |                                                          |       |     |                                                                              |
| 15 november WK 1990 kwalificatie № 286 «onderlinge duels» 18:00 (UTC+1) | Oostenrijk                                               | 3 – 0 | DDR | Praterstadion, Wenen Toeschouwers: 55.000 Scheidsrechter: Piotr Werner (POL) |
| 15 november WK 1990 kwalificatie № 286 «onderlinge duels» 18:00 (UTC+1) | Toni Polster 2' Toni Polster 23' (pen.) Toni Polster 61' |       |     | Praterstadion, Wenen Toeschouwers: 55.000 Scheidsrechter: Piotr Werner (POL) |

## 1990
|                                                                   |                                                       |       |     |                                                                                                   |
| 24 januari Koeweittoernooi № 287 «onderlinge duels» 19:00 (UTC+3) | Frankrijk                                             | 3 – 0 | DDR | Al-Sadaqua Walsalamstadion, Koeweit-Stad Toeschouwers: 1.500 Scheidsrechter: Ghazi Al Kandi (KUW) |
| 24 januari Koeweittoernooi № 287 «onderlinge duels» 19:00 (UTC+3) | Éric Cantona 1' Éric Cantona 24' Didier Deschamps 73' |       |     | Al-Sadaqua Walsalamstadion, Koeweit-Stad Toeschouwers: 1.500 Scheidsrechter: Ghazi Al Kandi (KUW) |

|                                                     |                          |       |                                     | |
| 26 januari Koeweittoernooi № 288 «onderlinge duels» | Koeweit                  | 1 – 2 | DDR                                 | Al-Sadaqua Walsalamstadion, Koeweit-Stad Toeschouwers: 4.000 Scheidsrechter: Radhi Al Haddad (KUW) |
| 26 januari Koeweittoernooi № 288 «onderlinge duels» | Wael Suleiman 89' (pen.) |       | 26' Markus Wuckel 58' Markus Wuckel | Al-Sadaqua Walsalamstadion, Koeweit-Stad Toeschouwers: 4.000 Scheidsrechter: Radhi Al Haddad (KUW) |

|                                                                   |                                                 |       |                                   | |
| 28 maart Vriendschappelijk № 289 «onderlinge duels» 20:00 (UTC+2) | DDR                                             | 3 – 2 | Verenigde Staten                  | Friedrich-Ludwig-Jahn-Sportpark, Oost-Berlijn Toeschouwers: 4.000 Scheidsrechter: Wolf-Günter Wiesel (FRG) |
| 28 maart Vriendschappelijk № 289 «onderlinge duels» 20:00 (UTC+2) | Ulf Kirsten 17' Ulf Kirsten 31' Ulf Kirsten 66' |       | 41' Peter Vermes 86' Bruce Murray | Friedrich-Ludwig-Jahn-Sportpark, Oost-Berlijn Toeschouwers: 4.000 Scheidsrechter: Wolf-Günter Wiesel (FRG) |

|                                                                   |                                       |       |        |                                                                                              |
| 11 april Vriendschappelijk № 290 «onderlinge duels» 19:00 (UTC+2) | DDR                                   | 2 – 0 | Egypte | Ernst Thälmannstadion, Karl-Marx-Stadt Toeschouwers: 1.000 Scheidsrechter: Egil Nervik (NOR) |
| 11 april Vriendschappelijk № 290 «onderlinge duels» 19:00 (UTC+2) | Heiko Peschke 32' Matthias Sammer 41' |       |        | Ernst Thälmannstadion, Karl-Marx-Stadt Toeschouwers: 1.000 Scheidsrechter: Egil Nervik (NOR) |

|                                                                   |           |                        |     |                                                                               |
| 25 april Vriendschappelijk № 291 «onderlinge duels» 20:00 (UTC+1) | Schotland | 0 – 1                  | DDR | Hampden Park, Glasgow Toeschouwers: 22.000 Scheidsrechter: Neil Midgley (ENG) |
| 25 april Vriendschappelijk № 291 «onderlinge duels» 20:00 (UTC+1) |           | 72' (pen.) Thomas Doll |     | Hampden Park, Glasgow Toeschouwers: 22.000 Scheidsrechter: Neil Midgley (ENG) |

|                                                                 |                                 |       |                                                     |                                                                                               |
| 13 mei Vriendschappelijk № 292 «onderlinge duels» 17:00 (UTC−3) | Brazilië                        | 3 – 3 | DDR                                                 | Estádio Maracanã, Rio de Janeiro Toeschouwers: 58.898 Scheidsrechter: Luis Carlos Félix (BRA) |
| 13 mei Vriendschappelijk № 292 «onderlinge duels» 17:00 (UTC−3) | Alemão 43' Careca 56' Dunga 59' |       | 48' Thomas Doll 68' Rainer Ernst 90' Rico Steinmann | Estádio Maracanã, Rio de Janeiro Toeschouwers: 58.898 Scheidsrechter: Luis Carlos Félix (BRA) |

|                                                                       |        |                                         |     | |
| 12 september Vriendschappelijk № 293 «onderlinge duels» 20:00 (UTC+2) | België | 0 – 2                                   | DDR | Constant Vanden Stock Stadion, Brussel Toeschouwers: 12.000 Scheidsrechter: John Blankenstein (NED) |
| 12 september Vriendschappelijk № 293 «onderlinge duels» 20:00 (UTC+2) |        | 74' Matthias Sammer 89' Matthias Sammer |     | Constant Vanden Stock Stadion, Brussel Toeschouwers: 12.000 Scheidsrechter: John Blankenstein (NED) |

DFV · Kwalificatiewedstrijden · A-internationals · Bondscoaches · Statistieken · DDR vrouwenelftal · DDR U21 · DDR U20 ·  DDR U18 · DDR U16
1952 – 1959 · 
1960 – 1969 · 
1970 – 1979 · 
1980 – 1990
WK 1974
OS 1964 · 
OS 1972 · 
OS 1976 · 
OS 1980
1952 · 
1953 · 
1954 · 
1955 · 
1956 · 
1957 · 
1958 · 
1959 ·
1960 · 
1961 · 
1962 · 
1963 · 
1964 · 
1965 · 
1966 · 
1967 · 
1968 · 
1969 ·
1970 · 
1971 · 
1972 · 
1973 · 
1974 · 
1975 · 
1976 · 
1977 · 
1978 · 
1979 ·
1980 · 
1981 · 
1982 · 
1983 · 
1984 · 
1985 · 
1986 · 
1987 · 
1988 · 
1989 · 
1990
Albanië ·
Algerije ·
Argentinië ·
Australië ·
België ·
Bolivia ·
Brazilië ·
Bulgarije ·
Canada ·
Chili ·
Colombia ·
Cuba ·
Denemarken ·
Duitsland ·
Ecuador ·
Egypte ·
Engeland ·
Finland ·
Frankrijk ·
Ghana ·
Griekenland ·
Guinee ·
Hongarije ·
IJsland ·
Indonesië ·
Irak ·
Italië ·
Joegoslavië ·
Koeweit ·
Luxemburg ·
Mali ·
Malta ·
Marokko ·
Mexico ·
Myanmar ·
Nederland ·
Noorwegen ·
Oostenrijk ·
Polen ·
Portugal ·
Roemenië ·
Schotland ·
Sovjet-Unie ·
Spanje ·
Sri Lanka ·
Tsjecho-Slowakije ·
Tunesië ·
Turkije ·
Uruguay ·
Verenigde Staten ·
Wales ·
Zweden ·
Zwitserland
CONMEBOL: Bolivia · Chili  · Colombia · Ecuador · Uruguay

UEFA: Albanië · België · Bulgarije · Cyprus · Denemarken · West-Duitsland · Duitse Democratische Republiek · Engeland · Faeröer · Finland · Frankrijk · Griekenland · Hongarije · IJsland · Ierland · Israël · Italië · Joegoslavië ·  Liechtenstein · Luxemburg · Malta · Nederland · Noord-Ierland · Noorwegen · Oostenrijk · Polen · Portugal · Roemenië · San Marino · Schotland ·  Sovjet-Unie ·  Spanje · Tsjecho-Slowakije · Turkije · Wales ·  Zweden · Zwitserland

CAF: Madagaskar

CONMEBOL: Bolivia · Chili  · Colombia · Ecuador · Uruguay · Venezuela

UEFA: Albanië · Andorra · Armenië · Azerbeidzjan · België · Bosnië en Herzegovina · Bulgarije · Cyprus · Denemarken · (West-)Duitsland · Duitse Democratische Republiek · Engeland · Estland · Faeröer · Finland · Frankrijk · Georgië · Griekenland · Hongarije · IJsland · Ierland · Israël · Italië · Joegoslavië · Kroatië · Letland · Liechtenstein · Litouwen · Luxemburg · Malta · Moldavië · Nederland · Noord-Ierland · Noord-Macedonië · Noorwegen · Oekraïne · Oostenrijk · Polen · Portugal · Roemenië · Rusland · San Marino · Schotland · Slovenië · Slowakije · Sovjet-Unie/GOS ·  Spanje · Tsjechië · Tsjecho-Slowakije · Turkije · Wales · Wit-Rusland · Zweden · Zwitserland

AFC: Kazachstan

CAF: Madagaskar

CONCACAF: Belize · Canada